# Son heure
Pour plus de détails, voir Fiche technique et Distribution.
Son heure (titre original : His Hour) est un film américain réalisé par King Vidor, sorti en 1924.

## Synopsis
Tamara Loraine, une jeune et belle Anglaise, est attirée par le Prince Gritzko, un russe célèbre pour ses aventures amoureuses, depuis qu'elle l'a rencontré en Égypte. Gritzko fait certes attention à elle, mais Tamara reste à distance pour ne pas être comptée parmi ses conquêtes. Lorsque Gritzko gagne en duel le droit d'accompagner Tamara à un bal, elle décide de rentrer en Angleterre. Alors qu'ils voyagent ensemble jusqu'au port, ils sont pris dans une tempête de neige et Gritzko emmène Tamara à l'abri. Elle résiste à ses avances mais finit par s'évanouir d'épuisement. Gritzko la laisse alors toute seule, après avoir vérifié en dégrafant son corsage que son cœur battait encore. Lorsque Tamara se réveille au matin, elle croit que son honneur bafoué l'oblige à épouser le prince. Après la cérémonie, il propose de partir jusqu'à ce qu'elle le rappelle, mais Tamara réalise alors qu'ils s'aiment et le prie de rester.

## Fiche technique
- Titre original : His Hour
- Titre français : Son heure
- Réalisation : King Vidor
- Scénario : Elinor Glyn, d'après son roman éponyme
- Intertitres : King Vidor, Maude Fulton
- Photographie : John Mescall
- Direction artistique : Cedric Gibbons
- Costumes : Sophie Wachner
- Producteurs : Louis B. Mayer, Irving Thalberg
- Société de production : Louis B. Mayer Productions
- Société de distribution : Metro-Goldwin Distributing Corp.
- Pays d’origine :  États-Unis
- Langue originale : anglais
- Format : Noir et blanc — 35 mm — 1,33:1 — Muet
- Métrage : 1 920 mètres (7 bobines)
- Genre : Film dramatique, Mélodrame
- Durée : 70 minutes (1 h 10)
- Date de sortie : 
  - États-Unis : 29 septembre 1924

## Distribution
- Aileen Pringle : Tamara Loraine
- John Gilbert : Gritzko
- Emily Fitzroy : Princesse Ardacheff
- Lawrence Grant : Stephen Strong
- Dale Fuller : Olga Gleboff
- Mario Carillo : Comte Valonne
- Jacqueline Gadsdon : Tatiane Shebanoff
- George Waggner : Sasha Basmanoff
- Carrie Clark Ward : Princesse Murieska
- Bertram Grassby : Boris Varishkine
- Jill Reties : Sonia Zaieskine
- Wilfred Gough : Lord Courtney, alias Jack
- Frederick Vroom : le ministre anglais
- Mathilde Comont : la grosse courtisane
- E. Eliazaroff : Khedive
- David Mir : Serge Grekoff
- Bert Sprotte : Ivan
- Andre Beranger